# Saint-Congard
Saint-Congard (bret. Sant-Kongar) – miejscowość i gmina we Francji, w regionie Bretania, w departamencie Morbihan.
Według danych na rok 1990 gminę zamieszkiwały 664 osoby, a gęstość zaludnienia wynosiła 30 osób/km² (wśród 1269 gmin Bretanii Saint-Congard plasuje się na 740. miejscu pod względem liczby ludności, natomiast pod względem powierzchni na miejscu 447.).